# Gertrud Winzer
Gertrud Winzer (auch Gertraud Winzer, sorbisch Gertrud Wincarjowa; * 10. Dezember 1940 als Gertrud Mihan in Kühnicht; † 29. Dezember 2024) war eine deutsche Kommunal- und kurzzeitig auch Landespolitikerin (CDU). Sie war vom 27. August bis zum 22. Oktober 1991 Abgeordnete im Sächsischen Landtag.

## Leben
Die Sorbin Winzer war als gelernte Landwirtin zunächst als Bereichsleiterin in der „LPG Pflanzenproduktion Hoyerswerda“ tätig. Von 1978 bis 1995 war sie Bürgermeisterin und anschließend Ortsvorsteherin von Schwarzkollm. Sie gehörte der Demokratischen Bauernpartei Deutschlands (DBD) an. Nachdem Winzer bei der Landtagswahl in Sachsen 1990 als Kandidatin der CDU auf Platz 54 der Landesliste den Einzug in den Sächsischen Landtag zunächst verpasst hatte, rückte sie am 27. August 1991 für den am 19. Juli 1991 ausgeschiedenen Abgeordneten Herbert Schicke ins Landesparlament nach. Jedoch legte sie bereits am 22. Oktober 1991 ihr Mandat nieder, da sie im Verdacht stand, für das ehemalige Ministerium für Staatssicherheit der DDR gearbeitet zu haben. Ihr Mandatsnachfolger wurde am 19. November 1991 Peter Weber.
Gertrud Winzer engagierte sich ehrenamtlich für die Bewahrung der sorbischen Kultur und war Mitbegründerin und langjährige Vorsitzende des Vereins „Krabatmühle Schwarzkollm e. V.“ Die Stadt Hoyerswerda, deren Beirat für sorbische Angelegenheiten sie vorstand, verlieh Winzer 2008 die „Günter-Peters-Ehrennadel“. Am 23. November 2016 wurde ihr ehrenamtliches Engagement mit dem Verdienstorden der Bundesrepublik Deutschland honoriert.